# 나마제역
나마제역(일본어: 生瀬駅, なまぜえき 나마제에키[*])은 일본 효고현 니시노미야시에 위치한 서일본 여객철도의 역이다.

## 역 구조
상대식 승강장으로 2면 2선의 지상역이다. 역사 쪽이 1번 승강장으로 반대쪽의 2번 승강장과는 지하도로 연결되어 있다. 서일본 여객철도 교통 서비스에 의해 위탁 영업을 받고 있다. 이코카 및 제휴 교통카드의 사용이 가능하다.

### 승강장
| 1 | ■ JR 다카라즈카 선 | 산다 · 사사야마구치 방면            |
| 2 | ■ JR 다카라즈카 선 | 아마가사키 · 오사카 · 기타신치 방면 |

## 역사
- 1898년 6월 8일: 한카쿠 철도가 다카라즈카역까지 연장하면서 아리마구치 역으로서 개업.
- 1899년 3월 25일: 나마제역으로 개칭.
- 1907년 8월 1일: 국유화에 따라 일본국유철도 소속이 되었다.
- 1909년 10월 12일: 노선 명칭 제정에 따라 한카쿠 선의 일부가 되었다.
- 1912년 3월 1일: 노선 명칭 개정에 따라 한카쿠 선의 후쿠치야마 선 이남이 후쿠치야마 선으로 개칭되어 그 일부가 되었다.
- 1987년 4월 1일: 민영화에 의해 서일본 여객철도의 소속이 되었다.
- 2003년 11월 1일: 이코카의 사용이 개시되었다.

## 인접정차역
| 서일본 여객철도 후쿠치야마 선 | 서일본 여객철도 후쿠치야마 선 | 서일본 여객철도 후쿠치야마 선    |
| ----------------------------- | ----------------------------- | -------------------------------- |
| 다카라즈카 오사카 방면        | ■ JR 다카라즈카 선 보통       | 니시노미야나지오 후쿠치야마 방면 |